# Ida von Österreich

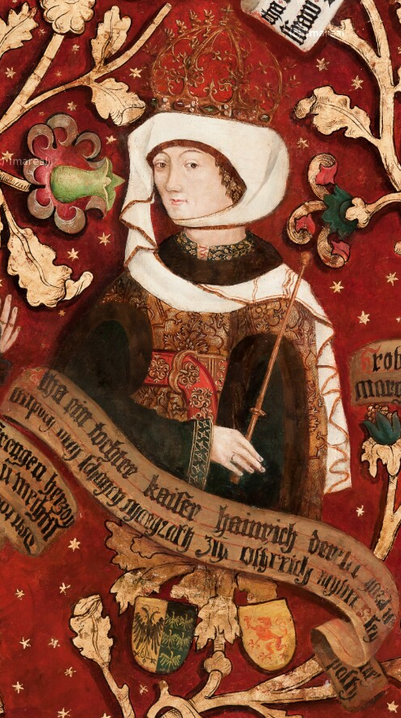
Markgräfin Ida, Gemahlin Leopolds II. (Ausschnitt aus dem Babenberger-Stammbaum, Stift Klosterneuburg)

Ida von Österreich, auch Itha genannt († vermutlich 1101 bei Heraklea), war eine Markgräfin von Österreich und Kreuzzugsteilnehmerin. Verheiratet war sie mit Markgraf Leopold II. von Österreich († 1095).

## Leben

### Herkunft
Ihre familiäre Herkunft ist unsicher. Thomas Ebendorfer bezeichnet sie in seiner 1463 vollendeten Cronica Austriae (Buch II) als Tochter des römischen Kaisers Heinrich III. Ihm folgt Ladislaus Sunthaym im Babenberger-Stammbaum von 1489–1492, der für das Stift Klosterneuburg angefertigt wurde. Ebendorfer bezog seine Annahme aus einer märchenhaften Erzählung in der Österreichischen Chronik der 95 Herrschaften, einem Werk des ausgehenden 14. Jahrhunderts. In dieser Erzählung, die über die Brautfahrt des Markgrafen Leopold II. an den Hof Heinrichs III. berichtet, wird Ida als eine Frau von ungewöhnlicher Schönheit geschildert. Eine Abstammung Idas von Kaiser Heinrich III. würde zwar ihre Beteiligung am Kreuzzug des Herzogs Wilhelm IX. von Aquitanien erklären, der demnach ihr Cousin war. Andererseits wäre ihr Sohn Leopold III. in diesem Fall in seiner zweiten Ehe mit seiner Cousine verheiratet gewesen, was nach kanonischem Recht nicht gestattet war.
Spätere Interpretationen rechneten Ida anderen Familien zu. Ihre Zuordnung zu den Grafen von Formbach basiert auf einer um 1060/70 in Schäftlarn ausgestellten Urkunde, die über die zuvor erfolgte Umwandlung der Burg Suben zu einem Kollegiatstift durch Tuta von Formbach, Gemahlin des ungarischen Königs Béla I., berichtet. Als Mitfundatoren werden in der Urkunde drei Kinder des Grafen Thiemo II. von Formbach genannt, nämlich Ekbert, Heinrich und eine Herrin Ita (Dominam Itam). Nach der Publizierung dieser Urkunde im Jahre 1765 wurde mit jener Herrin Ita die Markgräfin Ida von Österreich identifiziert.
Der Historiker und Genealoge Wilhelm Wegener widersprach jedoch dieser Zuordnung: Da Thiemo II. bereits 1040 gestorben ist, sei jene Ita zu früh geboren, um mit dem erheblich jüngeren Markgrafen Leopold II. eine Ehe eingehen zu können. Nach seiner Meinung stammte Ida aus dem Geschlecht der Rapotonen. Aus dem Umstand, dass Leopold II. an der Spitze der Zeugen bei der Weihe der romanischen Klosterkirche von Michaelbeuern steht, vermutete er, dass über Leopolds Gemahlin enge Verwandtschaftsbeziehungen zu den Stiftern des Kirchengebäudes, den Sieghardingern, zustande gekommen sind. Damit wären Ratpoto IV., ein Rapotone, und dessen Gemahlin Mathilde, die möglicherweise eine Sieghardingerin war, als Idas Eltern anzusehen, während es sich bei einer weiteren Mathilde, Ratpotos Schwester, die mit dem Sieghardinger Friedrich von Tengling vermählt war, um Idas Tante gehandelt haben müsste.
Dessen ungeachtet hielt Karl Lechner in seiner postum 1976 erstmals erschienenen Geschichte der Babenberger an einer Zuordnung Idas zu den Grafen von Formbach fest. Er verweist darauf, dass Ida aufgrund ihrer Haltung im Investiturstreit aus einer papsttreuen Familie kommen müsse. Demgegenüber gehörten die Rapotonen zu Parteigängern von Heinrich IV. Neuere Darstellungen verzichten hingegen darauf, Ida einer bestimmten Familie eindeutig zuzuweisen; sie versehen mögliche Verwandtschaftsbeziehungen mit einem Fragezeichen.

### Ehe mit Haderich von Schwarzenburg
Einige Historiker wie Karl Lechner und Karl Brunner nehmen an, dass Ida vor ihrer Ehe mit Leopold II. mit dem Adligen Haderich von Schwarzenburg verheiratet war. Haderich entstammte dem oberpfälzischen Geschlecht der  Schwarzenburger, war aber seit 1055 mit dem Ort Hadres auch in Niederösterreich begütert. Die Annahme einer Verbindung zwischen ihm und Ida basiert darauf, dass in mehreren Urkunden ein jüngerer Haderich in engem Zusammenhang mit Idas Sohn Leopold III. auftaucht: 1083 wird im Stiftungsbrief des Stiftes Göttweig jener jüngere Haderich als Markgraf bezeichnet, 1108 überträgt ihm König Heinrich V. aufgrund von Diensten, die Leopold III. dem Herrscher geleistet hat, drei Königshufen und 1113 bezeugt der jüngere Haderich mit seinen Söhnen Heinrich und Rapoto zweimal Schenkungen Leopolds III. In der Gründungsurkunde von 1136 für das Kloster Klein-Mariazell bei Nöstach im Wienerwald, das von Heinrich und Rapoto gestiftet wurde, erscheint Leopold III. als Mitfundator und Erbberechtigter der beiden kinderlos gebliebenen Brüder. Im Totenbuch jenes Klosters wird er als patruus fundatorum nostrorum (Vaterbruder unserer Stifter) bezeichnet.
Aus der in diesen Aussagen erkennbaren Nähe schließen Lechner und Brunner, dass es sich bei dem jüngeren Haderich um einen Sohn Idas und somit um einen älteren Halbbruder Leopolds III. gehandelt hat. Ida sei demnach mit dem älteren Haderich verheiratet gewesen. Nach dem Tod ihres Gemahls habe sie den Sohn in ihre zweite Ehe mit Leopold II. eingebracht, was dessen Ansprache als Markgraf, d. h. als Angehöriger der markgräflichen Familie in der Urkunde von 1083 erklärt.

### Markgräfin von Österreich
Als Ehefrau von Leopold II. und Markgräfin hat Ida im Investiturstreit die oppositionelle Haltung ihres Gemahls gegenüber Heinrich IV. geteilt. Auch nach Leopolds Tod 1095 behielt sie diese Position bei, wie ihre Beziehungen zu zwei führenden Vertretern der päpstlichen Partei in Deutschland, Herzog Welf IV. von Bayern und Erzbischof Thiemo von Salzburg, zeigen. Das Chronicon pii marchionis, eine frühe Lebensbeschreibung des Markgrafen Leopold III., berichtet von vier Kindern, die aus der Ehe hervorgegangen sind:
- Elisabeth († 1107/11), ⚭ mit Markgraf Ottokar II. von Steyr
- Ida, ⚭ mit Lutold von Znaim, Sohn von Herzog Konrad I. von Böhmen
- Gerberga († 13. Juli 1142), ⚭ mit Herzog Bořivoj II. von Böhmen
- Leopold III. († 15. November 1136), Markgraf von Österreich

Die Zuordnung von bis zu vier weiteren Töchtern zu dieser Ehe ist unsicher. Eine Vergewaltigung der Markgräfin durch ihren Schwager, Leopolds jüngeren Bruder Adalbert, über die im Abstand von 300 Jahren die Österreichische Chronik der 95 Herrschaften erzählt, findet keine Erwähnung in zeitgenössischen Quellen. Der Bericht in der Chronik des 14. Jahrhunderts erscheint unglaubwürdig, da er in einem märchenhaften Duktus gehalten ist, den Namen der Markgräfin nicht kennt und auch ansonsten keine Fakten zur Regierungszeit Leopolds II. wiedergeben kann.
Die Familie lebte in den Babenbergerresidenzen Gars am Kamp und Tulln an der Donau sowie zumindest in den Anfangsjahren in Melk, wo das Markgrafenpaar 1089 an der Stelle der Burg ein Benediktinerkloster gründete. Dass Ida bei der Klostergründung selbst initiativ wurde, geht daraus hervor, dass die Mönche aus dem Kloster Lambach kamen. Die Gründer dieses Mutterklosters, die Grafen von Wels-Lambach, waren sowohl mit den Formbachern wie mit den Rapotonen verbunden und gehörten somit in jedem der beiden in Erwägung gezogenen familiären Kontexte Idas zu ihrer Verwandtschaft.

### Teilnahme am Kreuzzug von 1101
Zusammen mit Erzbischof Thiemo von Salzburg schloss sich Ida den Herzögen Welf IV. von Bayern und Wilhelm IX. von Aquitanien im sogenannten Kreuzzug von 1101 an. Als Motiv gibt Steven Runciman an, es habe sie „nach der frommen Erregung des Kreuzzuges verlangt“, was jedoch konkretere Gründe für ihre Teilnahme nicht ausschließt. So erwähnt die Zimmerische Chronik als Teilnehmer des ersten Kreuzzuges einen Grafen Heinrich von Schwarzenburg, bei dem es sich um einen weiteren Sohn aus Idas angenommener Ehe mit Haderich gehandelt haben kann.
Auf dem Marsch durch Kleinasien wurden die Kreuzfahrer bei Heraklea von einem Heer der Seldschuken überrascht und völlig aufgerieben. Die Herzöge konnten sich durch Flucht retten. Über das Schicksal der Markgräfin Ida bieten die Quellen des 12. Jahrhunderts drei unterschiedliche Darstellungen:
- Ekkehard von Aura, ein Zeitgenosse, der ebenfalls an dem Kreuzzug teilgenommen, sich jedoch in Konstantinopel eingeschifft hat, berichtet in seiner Chronik zum Jahr 1101 lapidar, die Markgräfin sei erschlagen (marchisiam N. trucidatam) worden. Seine Gewährsleute waren Überlebende der Schlacht von Heraklea, die Ekkehard einige Wochen später in Jaffa getroffen hat.[15]

- Albert von Aachen schreibt ebenfalls zeitnah zu den Ereignissen in seiner Historia Hierosolymitanae Expeditionis (Buch 8, Kapitel 39), dass einige sagen, die Markgräfin sei gefangen genommen und zusammen mit eintausend anderen gefangenen Frauen, die das Kreuzfahrerheer begleitet hatten, in ein „aeterno exilio“ (ewiges Exil) in das Königreich Chorasan weggeführt worden.[16]

- Der anonyme Verfasser der um 1170 entstandenen Historia Welforum berichtet in Kapitel 13, ein sarazenischer Fürst habe die Markgräfin geraubt und mit ihr „jenen verruchten Sanguin“ (gemeint ist Zengi, der seldschukische Statthalter von Mossul) gezeugt.[17]

Ekkehard von Aura dürfte die wahrscheinlichste Version bieten, da er sich als einziger auf Augenzeugen stützen kann, während Albert von Aachen und der Verfasser der Historia Welforum nur nach Hörensagen berichten.